# Storvreten
Storvreten é uma importante área residencial em Tumba, ao sul de Estocolmo, e é junto a área ao leste uma das sete paróquias de Botkyrka.
Storvreten foi construída sobre uma colina no final de 1960 e no início da década de 1970, e é caracterizada por seus muitos brancos prédios altos. Há também outros edifícios, incluindo áreas residenciais. A proporção de residentes com origem estrangeira foi de 38,6% em 2003 e a taxa de desemprego era então de 4,4%. os finlandeses e os turcos são os dois maiores grupos de imigrantes na região, e muitos somalis vivem lá também. 
Há um espaço cultural de música muito popular entre os jovens. Ali, as bandas tem um espaço para ensaiar e são apoiados em relação a educação musical. Também em Storvreten há a Igreja Meadow ligada a Missão Evangélica Sueca (EFS) e a Igreja Sueca.